# سوتون كولدفيلد (دائرة انتخابية في المملكة المتحدة)
سوتون كولدفيلد (بالإنجليزية: Sutton Coldfield)‏ هي إحدى الدوائر الانتخابية في المملكة المتحدة الممثلة في مجلس العموم في برلمان المملكة المتحدة.
عضو البرلمان الذي يمثلها حالياً هو :Mr Andrew Mitchell (Con).